# Drácula (película de 2012)
Drácula o Drácula 3D es una película de 2012 de los géneros de horror y suspenso, dirigida por el italiano Dario Argento y protagonizada por el actor neerlandés Rutger Hauer en el papel del doctor Abraham Van Helsing, el alemán Thomas Kretschmann como Drácula y la actriz italiana Asia Argento como Lucy. Está basada en la novela clásica de Bram Stoker, Drácula, y es la primera película del personaje homónimo en utilizar tecnología 3D. El filme se proyectó en la 65° edición del Festival de Cine de Cannes, en la función de medianoche del cuarto día del evento, el 19 de mayo de 2012.

## Elenco
- Thomas Kretschmann es Conde Drácula
- Rutger Hauer es Abraham Van Helsing
- Marta Gastini es Mina
- Asia Argento es Lucy Kisslinger
- Unax Ugalde es Jonathan Harker
- Miriam Giovanelli es Tania
- Giovanni Franzoni  es Renfield

## Producción
El guion es una colaboración de Dario Argento y Enrique Cerezo y la producción corrió a cargo de Enrique Cerezo Producciones Cinematográficas S.A. y Film Export Group.
Filmada en 35 mm y 3D. El gobierno italiano financió la obra y esta ha sido catalogada como «película de interés cultural nacional».
En una entrevista, el director habló sobre su concepción del personaje principal el Conde Drácula. A pesar de que declaró que su versión «le era fiel al personaje principal de Bram Stoker, como es en 3D presenta muchas innovaciones»; su personaje es más romántico y violento, y esta «adaptado», a su manera de hacer películas, además de que la tecnología en tres dimensiones le permitiría mostrar acción «más realista y aterradora». Argento también afirmó que planificó su obra para que coincida con el centenario de la muerte de Stoker.
El rodaje se llevó a cabo en el norte de Italia, más precisamente en una aldea en Piamonte y en un castillo ubicado en la región Valle de Aosta, cerca de los Alpes italianos. Se descartó rodar en Transilvania —lugar donde se desarrollan la mayoría de los eventos en la novela original de 1897— por ser una locación «difícil».

## Estreno
La película debutó en la 65° edición del Festival de Cine de Cannes, el 19 de mayo de 2012 en el ciclo de proyección de medianoche. Su estreno en Argentina se espera para el 14 de marzo.

## Críticas profesionales

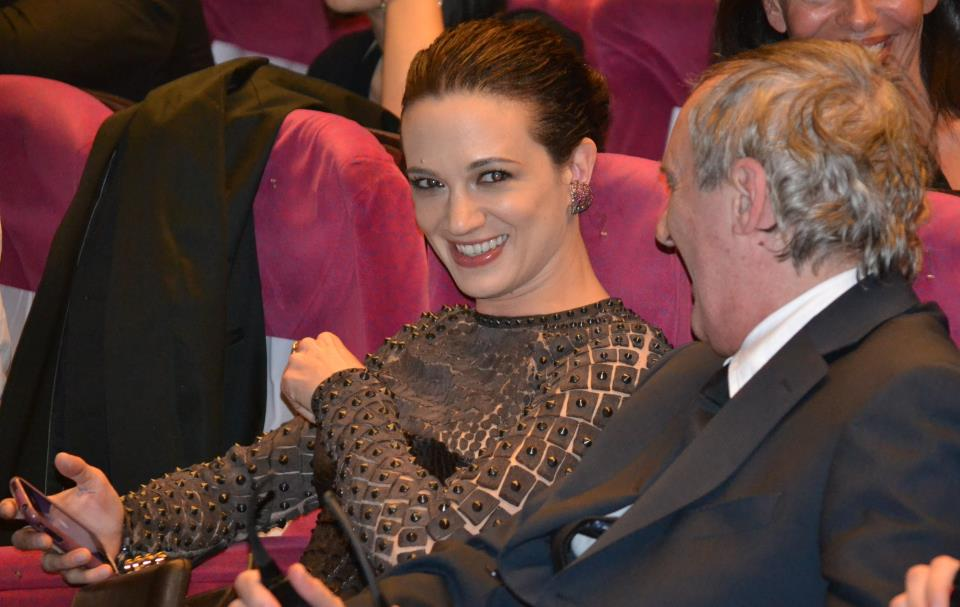
La actriz protagónica Asia Argento junto a su padre, el director Dario Argento, durante la proyección de Drácula 3D en el Festival de Cine de Cannes, en su edición de 2012

Los primeros acercamientos de la prensa especializada se realizaron luego de la proyección de Drácula 3D en el Festival de Cine de Cannes de 2012. La respuesta de la crítica fue mayormente negativa. 
David Rooney para The Hollywood Reporter tuvo una mirada general negativa del filme. Desacreditó el trabajo del directo Darío Argento y no se mostró conforme con la selección o el trabajo de los actores. Sobre la banda sonora dijo que «es una “sopa espesa de alboroto de criaturas de la noche”» y que los arreglos de Simonetti eran «hilarantemente cursis y anticuados». Visualmente, Rooney señaló la saturación de la paleta con abundante uso de rojos y negros y afirmó que el trabajo de maquillaje, a cargo de Sergio Stivaletti, es de «baja tecnología». Simon Gallagher de filmschoolrejects.com le otorgó una calificación negativa de D+. Destaca el valor del uso de la tecnología 3D, pero se muestra disconforme con el resto de los aspectos de la película. Según Gallagher, el guion es «dolorosamente malo», y señala la manera abrupta en la que se desencadenan los últimos acontecimientos en la trama, con la muerte grotesca de muchos personajes. De igual manera se refiere a la actuación, pero distingue la labor de Rutger Hauer en el papel de Van Helsing y lamenta que sus apariciones no sobrepasen los quince minutos de duración en escena.
En la misma línea está la página web Decine21.com, que con una calificación de dos estrellas de diez, habló del guion como «un completo desastre, con personajes planos y diálogos declamatorios», rescató la actuación de Rutger Hauer, Unax Ugalde y Thomas Kretschmann, que consideró aceptables, pero destaca negativamente el final del filme, con la conversión del vampiro en una criatura similar a un saltamontes gigante. Beatriz Martínez, colaboradora de Sensacine.com le otorgó una nota de 2,5 puntos sobre cinco, y no estuvo de acuerdo con la labor de los actores anteriores y suma su reclamo sobre la actuación de Asia Argento como Lucy, papel que la crítica consideró no se ajustaba a la edad de la actriz. Señaló también el curioso final y concluyó que «Drácula 3D tiene el encanto de las películas malas» y «no tiene justificación posible».